# والتر ميغولا
والتر ميغولا (بالألمانية: Walter Migula)‏ (و. 1863 – 1938 م) هو عالم نبات، وأستاذ جامعي من الإمبراطورية الألمانية .
توفي في أيسناخ ، عن عمر يناهز 75 عاماً.

## مناصب وهيئات
أدار معهد كارلسروه للتكنولوجيا.